# ماريك شبيلار
ماريك شبيلار (مواليد 11 فبراير 1975) هو لاعب كرة قدم. يلعب مع منتخب سلوفاكيا لكرة القدم.

## وصلات خارجية
- ماريك شبيلار على موقع الاتحاد الدولي (مؤرشف)  (الإنجليزية)
- ماريك شبيلار على موقع رابطة كرة القدم اليابانية للمحترفين (اليابانية)
- ماريك شبيلار على موقع قاعدة بيانات كرة القدم.إي يو (الإنجليزية)
- ماريك شبيلار على موقع ناشيونال فوتبول تيمز (الإنجليزية)
- ماريك شبيلار على موقع Soccerway.com (الإنجليزية)
- ماريك شبيلار على موقع عالم كرة القدم.نت (الإنجليزية)

ماريك شبيلار على فرق كرة القدم الوطنية.كوم